# Авиталь (гора)
Авита́ль (ивр. הר אביטל‎ hар Авита́ль, араб. تل ابو الندى‎ Тель Абу Неда) — гора вулканического происхождения на Голанских высотах. Вместе с горой Бенталь, расположенной к северу от неё, образует единый массив.
Высота — 1204 метра над уровнем моря.

## Географическое и геологическое описание
Образование горы Авиталь происходило в несколько этапов. Сильное извержение образовало кальдеру. Затем произошло остывание вулкана.
На горе Авиталь находятся сельскохозяйственные территории киббуца Эль-Ром, а также военная база Армии Обороны Израиля.
1. ↑  Данный географический объект расположен на территории Голанских высот, принадлежность которых является предметом спора между Израилем, контролирующим бо́льшую их часть, и Сирией, в пределах признанных большинством государств  — членов ООН границ которой спорная территория находится. Согласно административному делению Израиля, Голанские высоты входят в состав Северного округа. Согласно административному делению Сирии, Голанские высоты входят в состав мухафазы Эль-Кунейтра.